# Theodor Billroth
Christian Albert Theodor Billroth (født 26. april 1829 i Bergen auf Rügen, død 6. februar 1894 i Opatija) var en tysk læge (kirurg), som opfattes som ophavsmanden til den moderne gastrokirurgi. 
Han fik dele af sin uddannelse hos kirurgen Bernhard von Langenbeck ved Charité-sygehuset i Berlin. Billroth er mest kendt for den første vellykkede gastrektomi (fjernelse af dele eller hele mavesækken), som blev udført i 1881.
De to former for gastrektomi, som Billroth anviste, og som efter ham fik betegnelserne Billroth I og Billroth II, har i mere end hundrede år været almindeligt anvendt ved en række sygdomme i mavesækken. Efter at der i de senere år er sket store fremskridt med hensyn til den medicinske behandling af mavesår, bruges operationerne i mindre grad.
Billroths resultater var i begyndelsen – som man kunne forvente – ikke så gode. Dette førte til, at det gamle tyske ordsprog om livets forgængelighed "Heute rot – Morgen tot" (I dag rød – i morgen død) af nogle blev ændret til "Heute Billroth – Morgen tot".
Billroth var en nær ven af komponisten Johannes Brahms. Sammen med Franz von Pitha udgav han Handbuch der allgemeinen und speciellen Chirurgie (1865).